# Liste der denkmalgeschützten Objekte in Neufeld an der Leitha
Die Liste der denkmalgeschützten Objekte in Neufeld an der Leitha enthält die denkmalgeschützten, unbeweglichen Objekte der Gemeinde Neufeld an der Leitha.

## Denkmäler
| Foto  |                 | Denkmal                                                     | Standort                                               | Beschreibung | Metadaten |
| ----- | --------------- | ----------------------------------------------------------- | ------------------------------------------------------ | --- | --- |
| ja BW | Datei hochladen | Kath. Stadtpfarrkirche hl. Michael HERIS-ID: 47251seit 2024 | bei Hauptstraße 28a Standort KG: Neufeld an der Leitha | → Hauptartikel : Katholische Pfarrkirche Neufeld an der Leitha f1                                                                                                  | BDA-Hist.: Q15840303 Status: Bescheid Stand der BDA-Liste: 2025-06-30 Name: Kath. Stadtpfarrkirche hl. Michael GstNr.: 281/1, 280, 281/2 Katholische Pfarrkirche Neufeld an der Leitha |
| ja    | Datei hochladen | Evang. Pfarrkirche A.B. HERIS-ID: 29226 Objekt-ID: 25867    | Hauptstraße 45 Standort KG: Neufeld an der Leitha      | Ein neogotischer Sakralbau aus dem Jahr 1904 mit einem dreijochigen Kirchenschiff, einem Chor mit 5/8-Schluss und einem Dachreiter über einer hohen Giebelfassade. | BDA-Hist.: Q29948098 Status: § 2a Stand der BDA-Liste: 2025-06-30 Name: Evang. Pfarrkirche A.B. GstNr.: 91 Evangelische Pfarrkirche Neufeld an der Leitha                              |